# Hochheim am Main
Hochheim am Main település Németországban, Hessen tartományban. Lakosainak száma 18 810 fő (2023. december 31.).

## Népesség
A település népességének változása:
| Lakosok száma | 17 620 | 17 743 | 18 310 | 18 538 | 18 810 |
|               | 2017   | 2019   | 2021   | 2022   | 2023   |